# Маркс, Граучо
Джулиус Генри «Гра́учо» Маркс (англ. Julius Henry «Groucho» Marx, 2 октября 1890 — 19 августа 1977) — американский актёр, комик, участник комик-труппы, известной как Братья Маркс.

## Биография
Граучо Маркс родился в Нью-Йорке в еврейской семье. В детстве вместе с братьями стал участвовать в водевилях и уже тогда разработал сценический образ, с которым не расставался долгие годы: чёрные нарисованные брови и усы, очки и сигара. Он всегда изображал язвительного дельца и авантюриста, постоянно доставляющего проблемы добропорядочному обществу.
Первого успеха Граучо с братьями достигли на Бродвее в мюзикле «Скажу, что это она» в 1924 году. В кино он также дебютировал в компании братьев ещё в 1921 году, но внимание публики они привлекли к себе лишь в 1929 году после выхода на экраны картины «Кокосовые орешки». Далее последовали успешные роли в комедиях «Лошадиные перья» (1932), «Утиный суп» (1933), «Вечер в опере» (1935) и «День на скачках» (1937), которые и принесли им огромную популярность. В 1940-е годы их актёрский квинтет постепенно распался и каждый занялся индивидуальной карьерой.
В 1950-е годы Граучо был ведущим популярного телевизионного шоу «Ставка — ваша жизнь», сыграл несколько эпизодических ролей на большом экране, а также написал три автобиографии.
Граучо Маркс умер от пневмонии в одной из клиник Лос-Анджелеса в 1977 году.

## Награды
- Эмми 1954 — «Премия выдающейся личности»
- Почётный «Оскар» 1974 — «В знак признания его блестящего творчества и непревзойдённые достижения братьев Маркс в развитии кинокомедий»
- Французский Орден Искусств и литературы получил в 1972 году в Каннах[3].

## Фильмография
- 1957 — Испортит ли успех Рока Хантера? — George Schmidlap

## Пародии
- Троих братьев Маркс, в том числе Граучо, пародировал Бенни Хилл[4].
- Небольшую пародию на Граучо Макса показал Лесли Нильсен в фильме «Рецидив» (другой перевод «Изгоняющий заново»)[5].
- Бэбс Банни из мультсериала «Приключения мультяшек» играла его в серии «New Class Day» (сегмент «A Night in Kokomo»)[6].
- В итальянских комиксах о детективе Дилане Доге, расследующем сверхъестественные преступления, его напарник, которого зовут Граучо Маркс, является пародией на своего тезку.

Почтовые марки
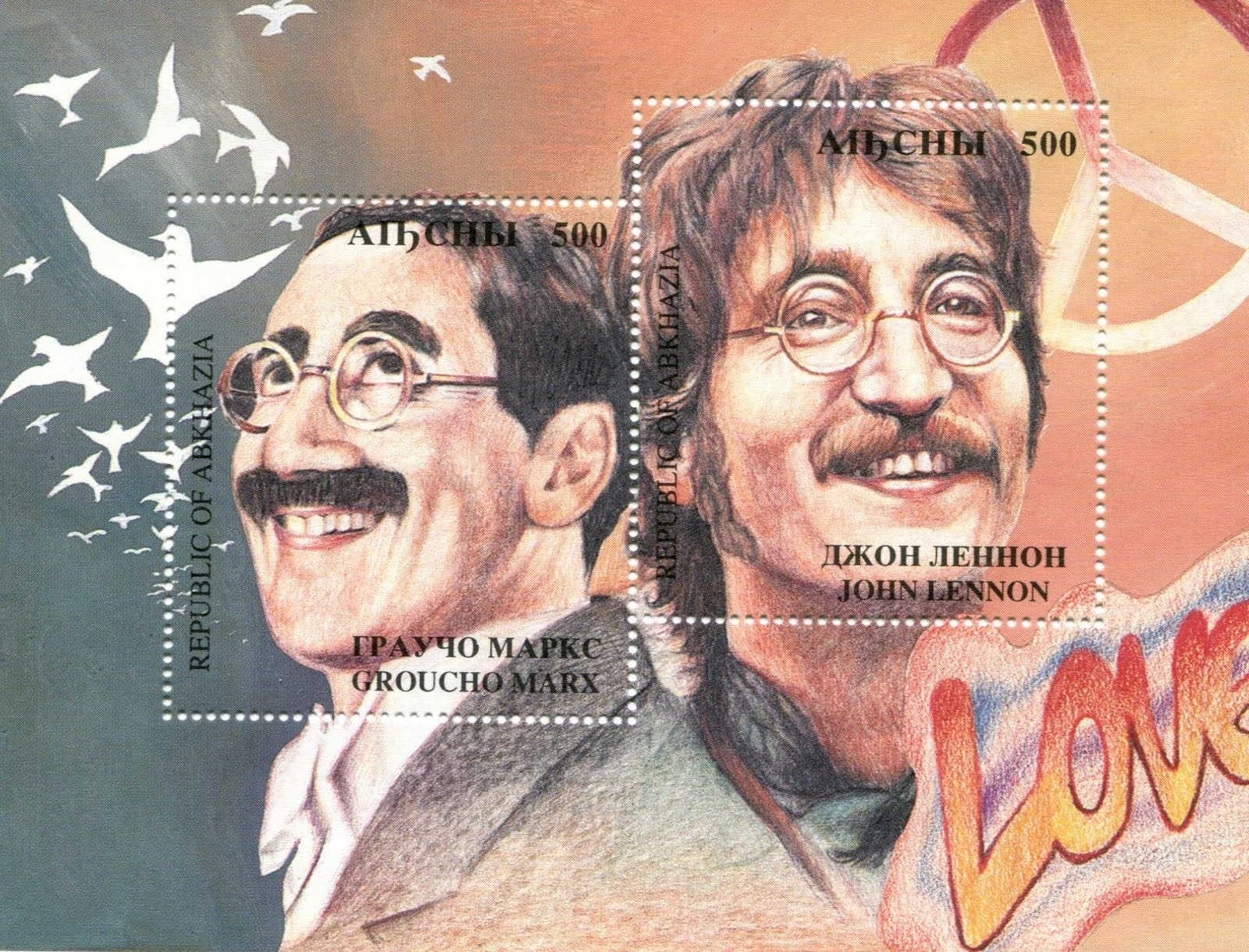
Почтовый блок «Маркс — Леннон»: пародия на Марксизм-Ленинизм (Абхазия, 1994 год)